# FLUX – goldener Verkehrsknoten

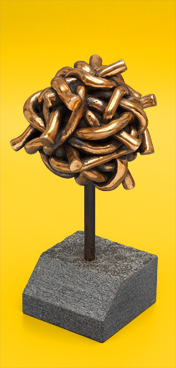
A díj

A FLUX – goldener Verkehrsknoten egy vasútállomások közötti verseny Svájcban, melynek során 2007-től minden évben az ország legjobb vasútállomását díjazzák. Az első díjat 2007. november 8-án ítélték oda Visp vasútállomásának.

## Nyertesek
- 2007: Bahnhof Visp
- 2008: Bahnhof Baden
- 2009: Bahnhof Frauenfeld
- 2010: Bahnhof Horgen
- 2011 Bahnhof Renens és Bahnhof Wil
- 2012: Flughafen Zürich és VBG Verkehrsbetriebe Glattal AG
- 2013: Bahnhof Interlaken Ost
- 2014: Bahnhof Scuol-Tarasp
- 2015: Bahnhof Wallisellen
- 2016: Bahnhof Delémont
- 2017: Bahnhof Château-d'Oex
- 2018: Ittigen Papiermühle
- 2019: Bahnhof St. Gallen
- 2020: Fiesch
- 2021: Rapperswil-Jona (különdíj: Grindelwald Terminal)
- 2022: Genf, Bahnhof Eaux-Vives
- 2023: Bellinzona